# Eparchie Battery
De eparchie Battery (Latijn: Eparchia Batteriensis) is een Syro-Malankara-katholieke eparchie met als zetel Sultan Bathery, in India. De eparchie is suffragaan aan de aartseparchie Tiruvalla. 

## Geschiedenis
De eparchie werd opgericht op 28 oktober 1978, uit delen van de eparchie Tiruvalla, en was suffragaan aan de aartseparchie Trivandrum. Op 15 mei 2006 wisselde het van kerkprovincie en werd suffragaan aan de nieuw verheven aartseparchie Tiruvalla. 

## Parochies
De eparchie had in 2020 een oppervlakte van 67.482 km2 en telde 20.634.615 inwoners waarvan 0,1% rooms-katholiek was.

## Bisschoppen
- Cyril Baselios Malancharuvil (28 oktober 1978 - 6 november 1995)
- Geevarghese Divannasios Ottathengil (11 november 1996 - 25 januari 2010)
- Joseph Thomas Konnath (25 januari 2010 - heden)

## Galerij van afbeeldingen

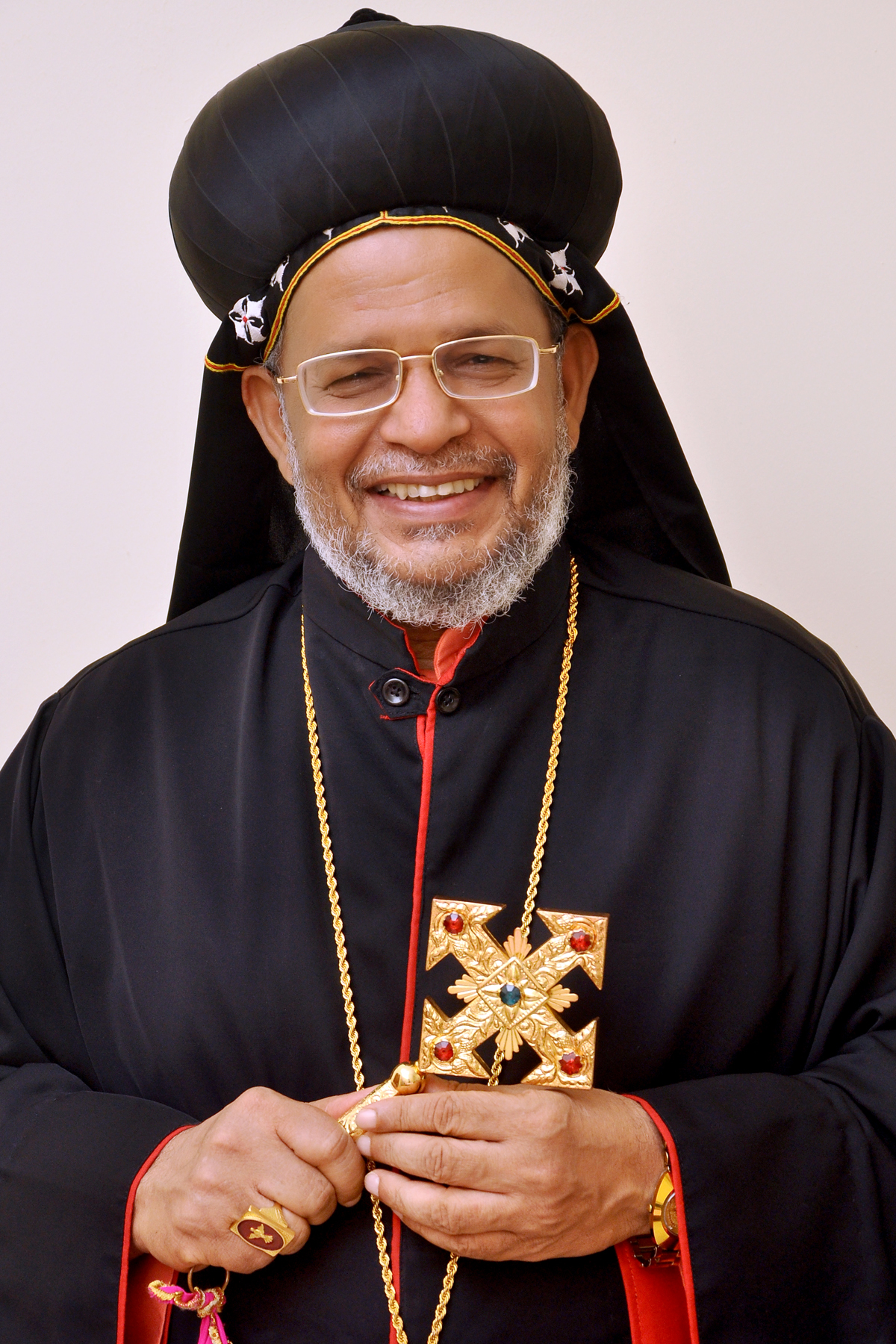
Bisschop Joseph Thomas Konnath (2010-heden)
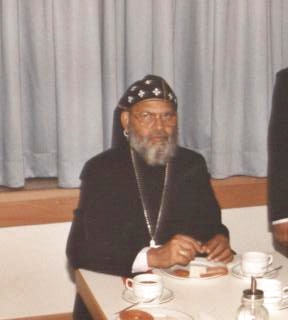
Bisschop Cyril Baselios Malancharuvil (1978-1995)

Tiruvalla (aartseparchie) · Battery · Muvattupuzha · Puthur